# ツルカノコソウ
ツルカノコソウ（蔓鹿の子草、学名：Valeriana flaccidissima Maxim.）は、スイカズラ科カノコソウ属に分類される多年草の1種。種小名（flaccidissima）は、「最も軟弱な」を意味する。和名の「ツル」は、つる枝をのばして繁殖する特徴に由来する。別名が「ヤマカノコソウ」。中国名が「柔垂纈草」。

## 特徴
茎高さは20-60 cm、細く中空で、柔らかい。花の色は白色に近く時に紅色を帯び、集散花序（散房花序）。苞は線形、花冠は漏斗状で長さ約2 mm。雄蕊は花冠から突き出ない。開花時期は4-5月。花茎がのびきる頃に、地面の上に長いつる枝を四方に出して繁殖する。果実は痩果で広披針形で、萼は花後に痩果上で白色の冠毛状になり、風によって散布される。根葉、茎上葉、つる葉がある。葉の裂片に波状の鈍鋸歯がある。

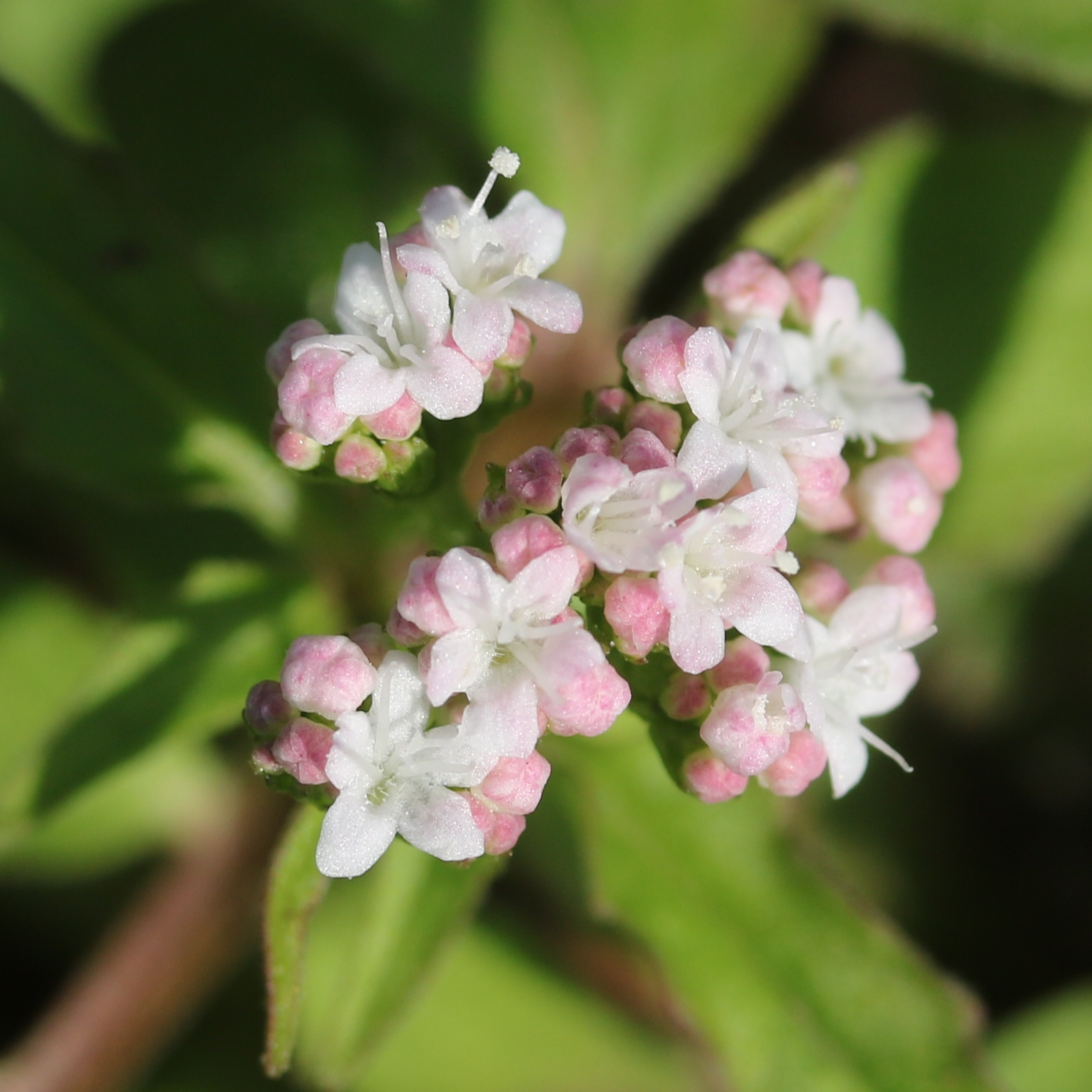
紅色を帯びた漏斗状の花
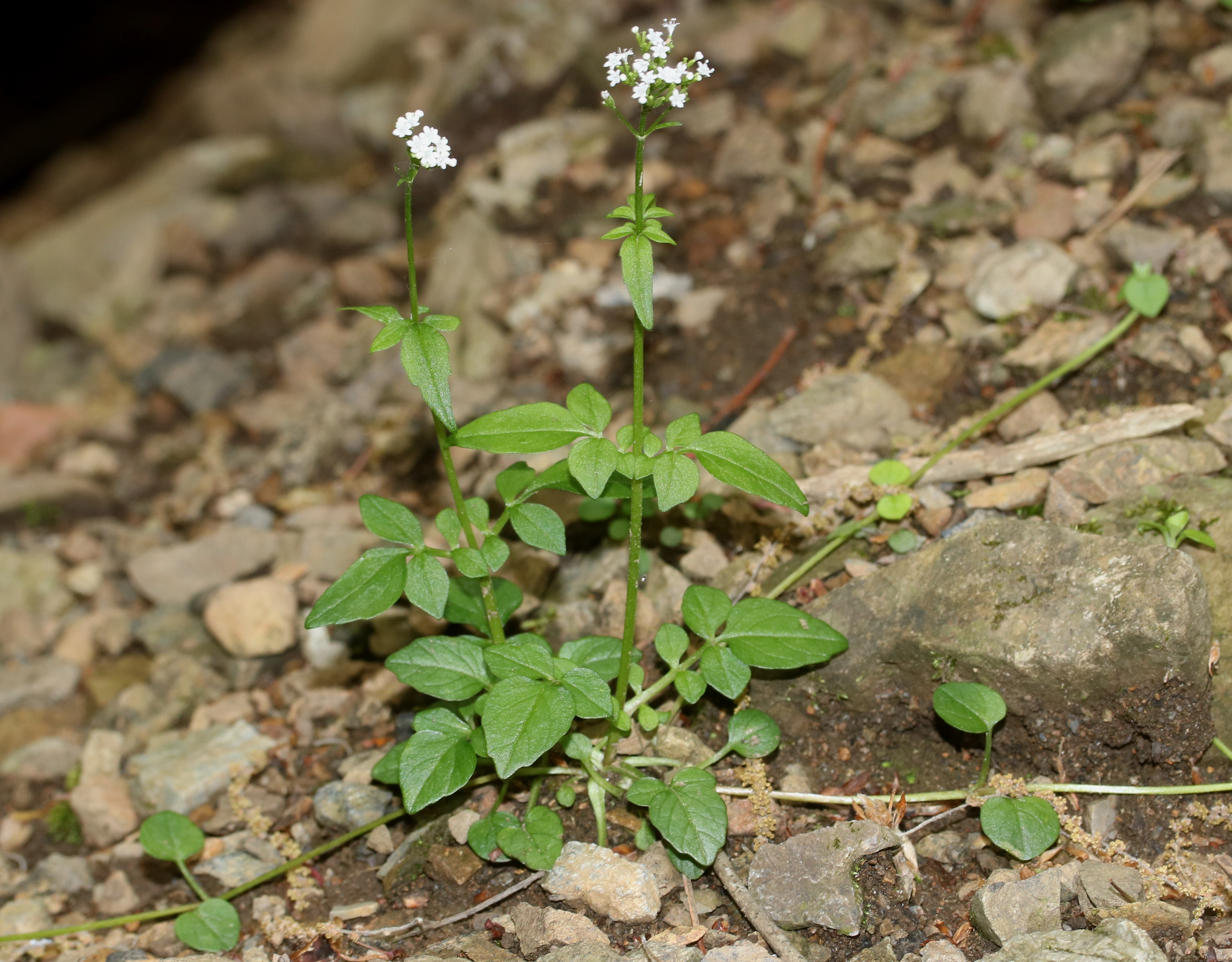
地面の上に長いつる枝を四方に出して繁殖する
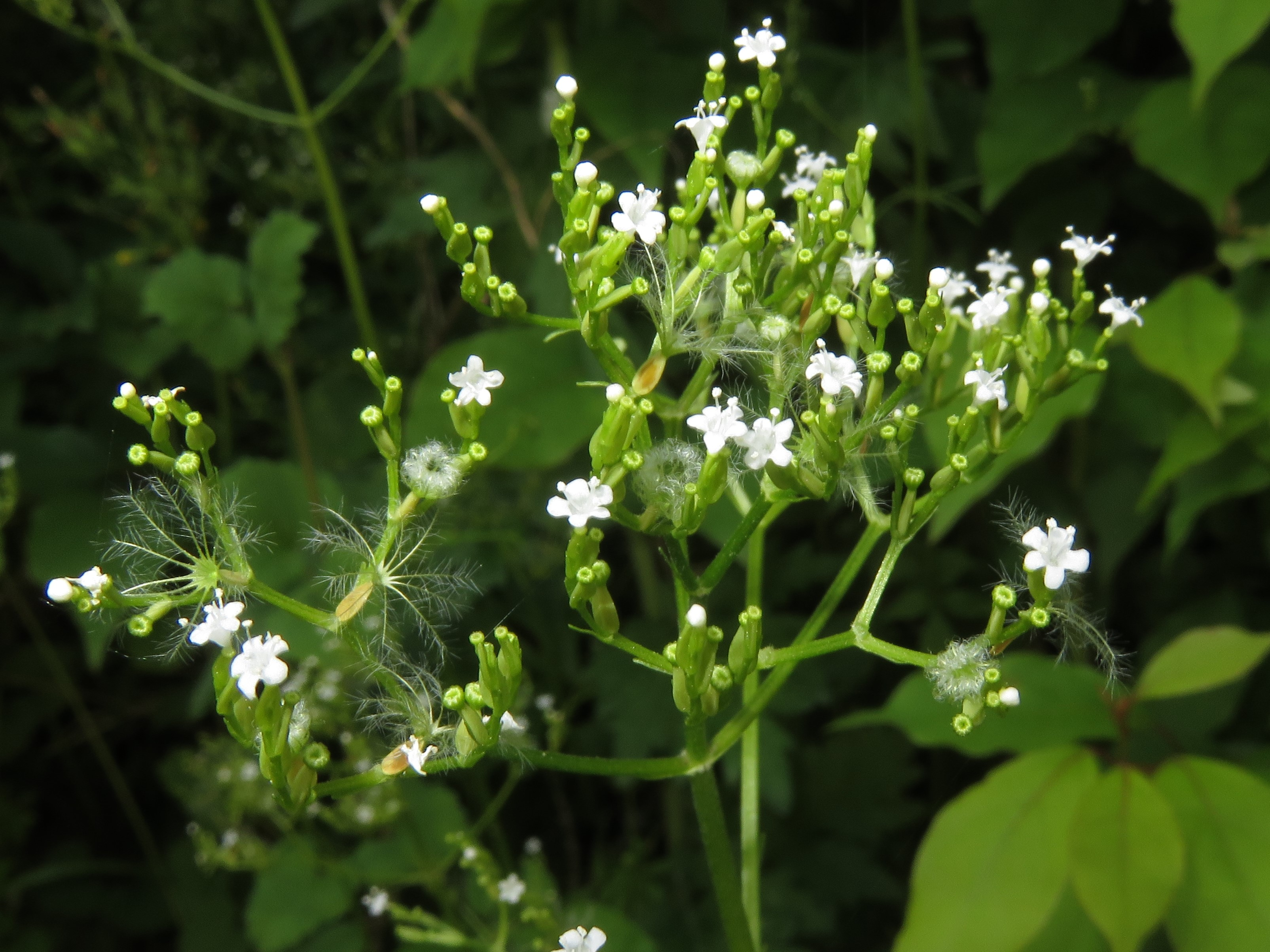
痩果上に羽状の冠毛がある。

## 分布と生育環境
中国、台湾、日本の暖地に分布する。

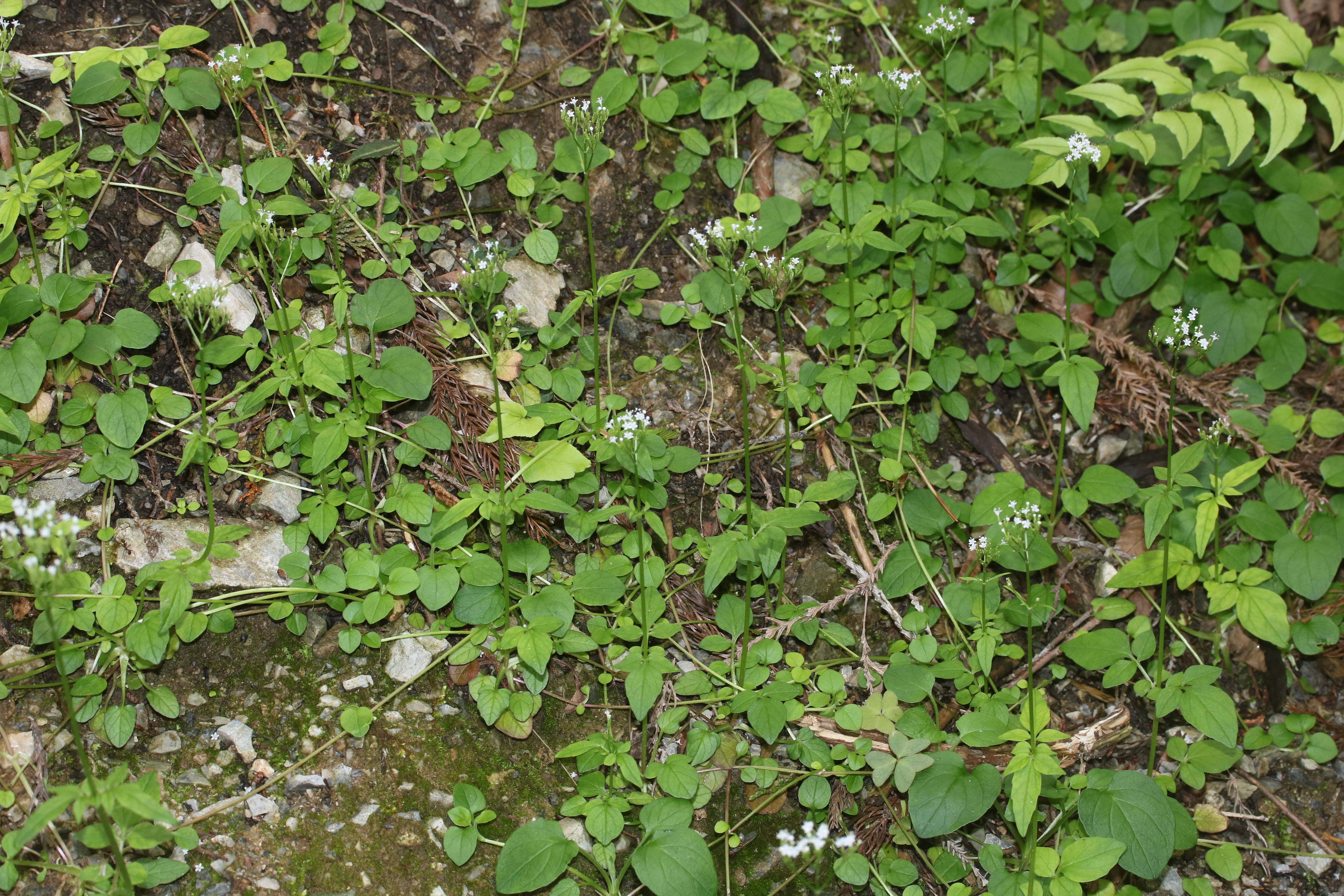
山地の湿った場所に群生するツルカノコソウ

日本では本州（青森県三八地方以南）、四国、九州に分布する。
山地と丘陵地の谷に沿った日陰の湿った場所に普通に生育し、よく群生する。山野草として園芸に利用されている。カノコソウとは異なり、薬用植物にはならない。

## 種の保全状況評価
日本では以下の多数の都道府県でレッドリストの指定を受けている。
- 絶滅（EX） - 東京都区部[8]
- 絶滅危惧IB類（EN） - 長野県[9]、長崎県[10]
- 絶滅危惧II類（VU） - 東京都北多摩地区[8]、山梨県[11]
- 重要希少野生生物（Bランク） - 青森県[12]
- 準絶滅危惧 - 秋田県[13]、埼玉県[14]、佐賀県[15]